# Ângelo Tomás do Amaral
Ângelo Tomás do Amaral ComNSC (Rio de Janeiro, 29 de agosto de 1822[carece de fontes?] — Rio de Janeiro, 7 de agosto de 1901?) foi um político, engenheiro ferroviário e jornalista brasileiro.
Filho do professor e jornalista Antônio José do Amaral, exerceu diversos cargos públicos no Rio de Janeiro. Foi deputado geral pelo Amazonas.
Foi presidente das províncias do Amazonas, em 1857, Alagoas, de 1857 a 1859, e Pará, de 8 de agosto de 1860 a 4 de maio de 1861.
Escreveu na Folha da Tarde do Rio de Janeiro, entre 1869 e 1872. Foi agraciado comendador da Imperial Ordem de Cristo e da Ordem de Nossa Senhora da Conceição de Vila Viçosa..